# Georg Scholz
Georg Scholz (Wolfenbüttel, 10 ottobre 1890 – Waldkirch, 27 novembre 1945) è stato un pittore tedesco, esponente del realismo.

## Biografia
Scholz ricevette la sua formazione artistica all'Accademia di Karlsruhe, dove ebbe fra i suoi insegnanti Hans Thoma e Wilhelm Trübner. Successivamente studiò a Berlino sotto la guida di Lovis Corinth. Dopo aver prestato servizio militare durante la prima guerra mondiale, riprese a dipingere, lavorando in uno stile che fondeva idee cubiste e futuriste.
Nel 1919 Scholz divenne membro del Partito Comunista di Germania e la sua opera fu in quegli anni aspramente critica verso l'ordine sociale ed economico del dopoguerra tedesco. I suoi Capitani d'industria del 1920 è un dipinto ad olio con collage che raffigura un industriale aggrappato alla sua Bibbia con il denaro che gli fuoriesce dalla fronte, seduto accanto ad una moglie mostruosa che culla un porcello. Il loro figlio subumano, con la testa aperta verso l'alto per mostrarne la vuotezza, sta torturando una rana. Probabilmente l'opera più famosa di Scholz, è uno dei suoi tipici dipinti dei primi anni venti, che combina uno stile controllato e nitido con un sarcasmo corrosivo.
Scholz divenne rapidamente uno degli esponenti di punta della Nuova oggettività, un gruppo di artisti che adottava una forma cinica di realismo. I più famosi artisti del gruppo erano Max Beckmann, George Grosz e Otto Dix e l'opera Scholz fu per breve tempo accomunata alla loro per la ferocia degli attacchi. Verso il 1925 ad ogni modo l'approccio di Scholz era mutato verso qualcosa di più vicino al neoclassicismo, come si può notare nel suo Autoritratto di fronte ad una colonna pubblicitaria del 1926 e nel Nudo di donna seduta con busto di gesso del 1927.
Nominato professore dell'Accademia d'Arte dello Stato del Baden a Karlsruhe nel 1925, ebbe fra i suoi allievi Rudolf Dischinger. Scholz iniziò a contribuire nel 1926 al giornale satirico Simplicissimus e nel 1928 compì un viaggio a Parigi, dove apprezzò soprattutto l'opera di Bonnard.
Nel 1933, con l'ascesa al potere di Hitler e dei nazionalsocialisti, Scholz fu rapidamente estromesso dal suo posto di insegnante. Dichiarato un artista degenerato, le sue opere furono confiscate nel 1937 nel corso di una campagna nazista per "purificare" la cultura tedesca e nel 1939 gli fu proibito di dipingere.
Nel 1945 la forza di occupazione militare francese nominò Scholz sindaco di Waldkirch, luogo ove morì nello stesso anno.